# نانسی لانگات
نانسی لانگات (انگلیسی: Nancy Langat؛ زادهٔ ۲۲ اوت ۱۹۸۱) دونده دو نیمه‌استقامت زن اهل کنیا بود.
از افتخارات وی میتوان به کسب مدال طلا دو ۱۵۰۰ متر در بازی‌های المپیک تابستانی ۲۰۰۸ اشاره کرد.